# Кінерал
Кінера́л (рос. Кинерал) — село у складі Бурлинського району Алтайського краю, Росія. Входить до складу Бурлинської сільської ради.

## Населення
Населення — 9 осіб (2010; 15 у 2002).
Національний склад (станом на 2002 рік):
- казахи — 66 %
- росіяни — 27 %